# Averrois (cràter)
Averrois, és un cràter d'impacte lunar localitzat al nord-oest del cràter més gran Ciril. Al nord-oest està el cràter Kant i al nord es troba el Mons Penck, un promontori muntanyenc. El cràter apareix una mica erosionat, amb la vora sud coberta per un parell de cràters més petits denominats Ciril B i C. El seu sòl és relativament pla i manca d'un pic central. Aquest cràter va ser identificat com Ciril B abans de ser canviat el nom per la UAI en honor d'Ibn Rushd, un polímata musulmà andalusí del segle xii, que entre d'altres molts assoliments científics van incloure l'estudi de la superfície lunar.

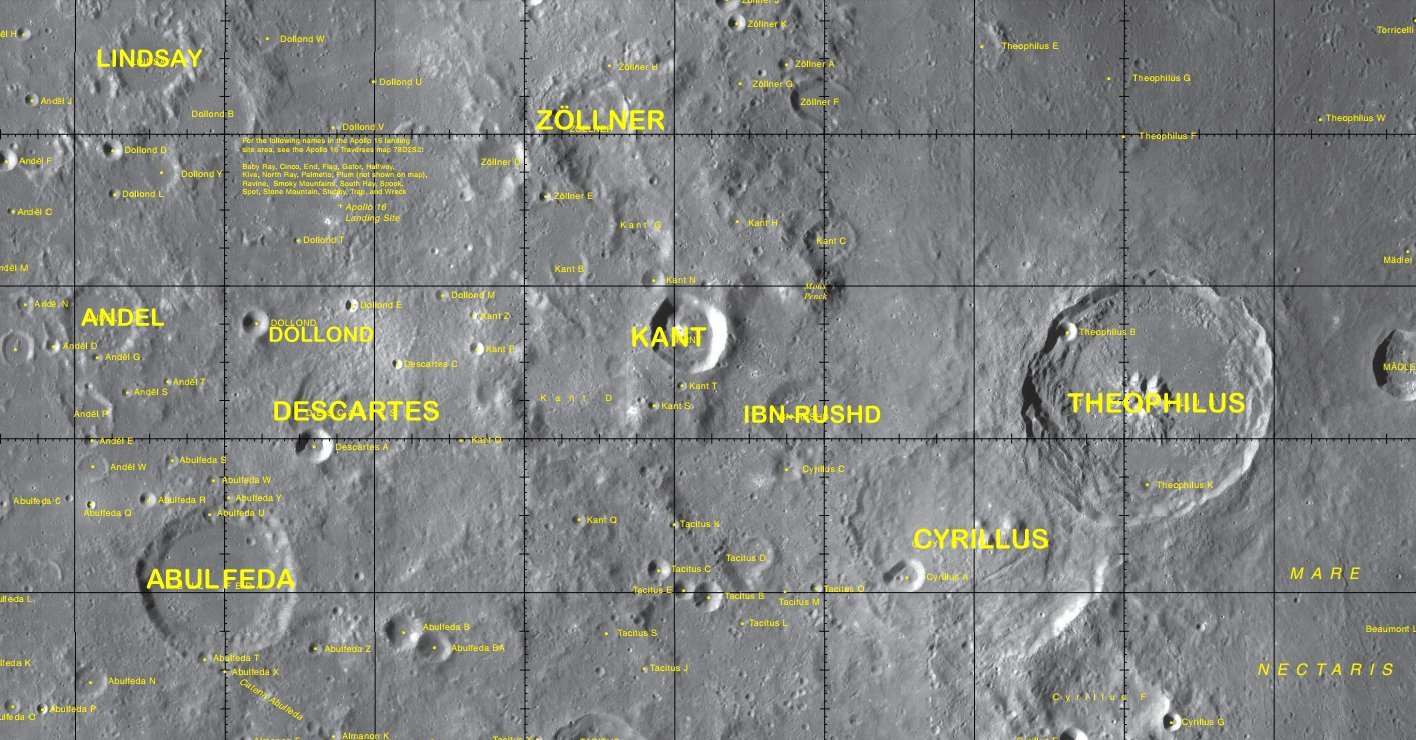
Localització d'Averrois (centre de la imatge)